# Bob Bulgaru
Bob Bulgaru (nume la naștere Gheorghe Bulgaru) (n. 2 mai 1907, Mălăiești, județul Vaslui - d. 31 martie 1939, București)  a fost un pictor și grafician român.
După alte surse s-ar fi născut la 17 mai 1907 în Huși, județul Vaslui.
În 1919, Bob Bulgaru s-a înscris la liceul Sf. Sava, din București, după care, între 1929 și 1933, a studiat la Facultatea de Litere și Filozofie. La Facultatea de Litere și Filosofie din București a aprofundat materiile favorite – filologia latină și germană, și a fost coleg cu Eugen Ionescu, Edgar Papu, Gheorghe-Gicuță Teodorescu, Ștefan Todirașcu, Luca Dumitrescu, Alexandru Sahia ș.a.
În 1929 fost editorul revistei „Lumea nouă”.
În 1933 a renunțat la cariera filologică și, deși doar autodidact, s-a dedicat picturii. A expus, din 1935, la Salonul Oficial din București (statul român cumpărându-i lucrarea Adolescență).
A participat, alături de Victor Eftimiu, Alexandru Philippide, Alexandru Sahia, Victor Brauner, Alexandru Ciucurencu, la înființarea Asociației Independente a Scriitorilor și Artiștilor care a funcționat în anii 1935-1936 la București, fiind organizată în general scriitori de stânga, cu scopul de a crea o alternativă la Societatea Scriitorilor Români, care îi respingea din pricina orientării lor ideologice.
A lucrat în Târgoviște unde, împreună cu Aurel Vasilescu, a organizat în noiembrie 1937 o expoziție de pictură care a constituit „un eveniment artistic de mare audiență prin raritatea lui [...] și prin înalta valoare artistică”, în care „capetele de copii [...] i-au fixat o poziție singulară în pictura noastră”. 
Bob Bulgaru a murit de leucemie la vârsta de 31 de ani.  Mormântul său se află în vechiul cimitir al satului Mălăiești.

## Expoziții retrospective
În 1943 i-a fost organizată o expoziție retrospectivă, la sala Prometeu din București și apoi alta la Ploiești, în 1972. 
Oarecum căzut în uitare, numele lui Bob Bulgaru a revenit în atenția publică în 2006, când patrimoniul de lucrări aparținând pictorului, donat în 1986 Muzeului „Vasile Pârvan” din Bârlad, a fost redat publicului printr-o expoziție cu caracter permanent.

## Literatură dedicată lui Bob Bulgaru
- Edgar Papu și Marin Mihalache, Bob Bulgaru (album, 39 pagini text+42 reproduceri -format mic 18,5 cm /16,5 cm) Editura Meridiane, 1984
- Petru Popovici, Bob Bulgaru : 1907-1938; expoziție retrospectivă, Muzeul de artă Ploiești, 1972